# Kukučínov
Kukučínov – wieś (obec) na Słowacji położona w kraju nitrzańskim, w powiecie Levice. Pierwsze wzmianki o miejscowości pochodzą z roku 1293. 
Według danych z dnia 31 grudnia 2012, wieś zamieszkiwało 614 osób, w tym 319 kobiet i 295 mężczyzn.
W 2001 roku rozkład populacji względem narodowości i przynależności etnicznej wyglądał następująco:
- Słowacy – 65,21%
- Czesi – 1,34%
- Polacy – 0,17%
- Romowie – 0,34%
- Węgrzy – 32,61%

Ze względu na wyznawaną religię struktura mieszkańców kształtowała się w 2001 roku następująco:
- Katolicy rzymscy – 69,41%
- Grekokatolicy – 0,17%
- Ewangelicy – 17,82%
- Ateiści – 6,72%
- Nie podano – 0,84%